# 無量寿寺 (真岡市)
無量寿寺（むりょうじゅじ）は、栃木県真岡市大字下籠谷字中里にある寺院。宗派は天台宗。境内に天然記念物に指定されているケヤキがある。山号は常在山、院号は極楽院。

## 歴史
- 1375年 – 高田山専修寺の5世住持であった定専の法弟・定祐が「現在の大字下籠谷小字向御堂」に草庵を建立。後年、向御堂の土地から台地沿いに約1キロ北方の現在地に移動した。
- 1590年ごろ – 芳賀氏の一族で宇都宮氏の家臣である籠谷城主、籠谷政高の寄進によりあらたに伽藍が建立。その際に正嵩の要請により浄土真宗から天台宗に改宗した。因みに真宗高田派時代の本尊である県指定の文化財「一光三尊仏」は、天台宗に宗派が替わった後も、常在山極楽院無量寿寺に保管されている。